# A Hawk and a Hacksaw

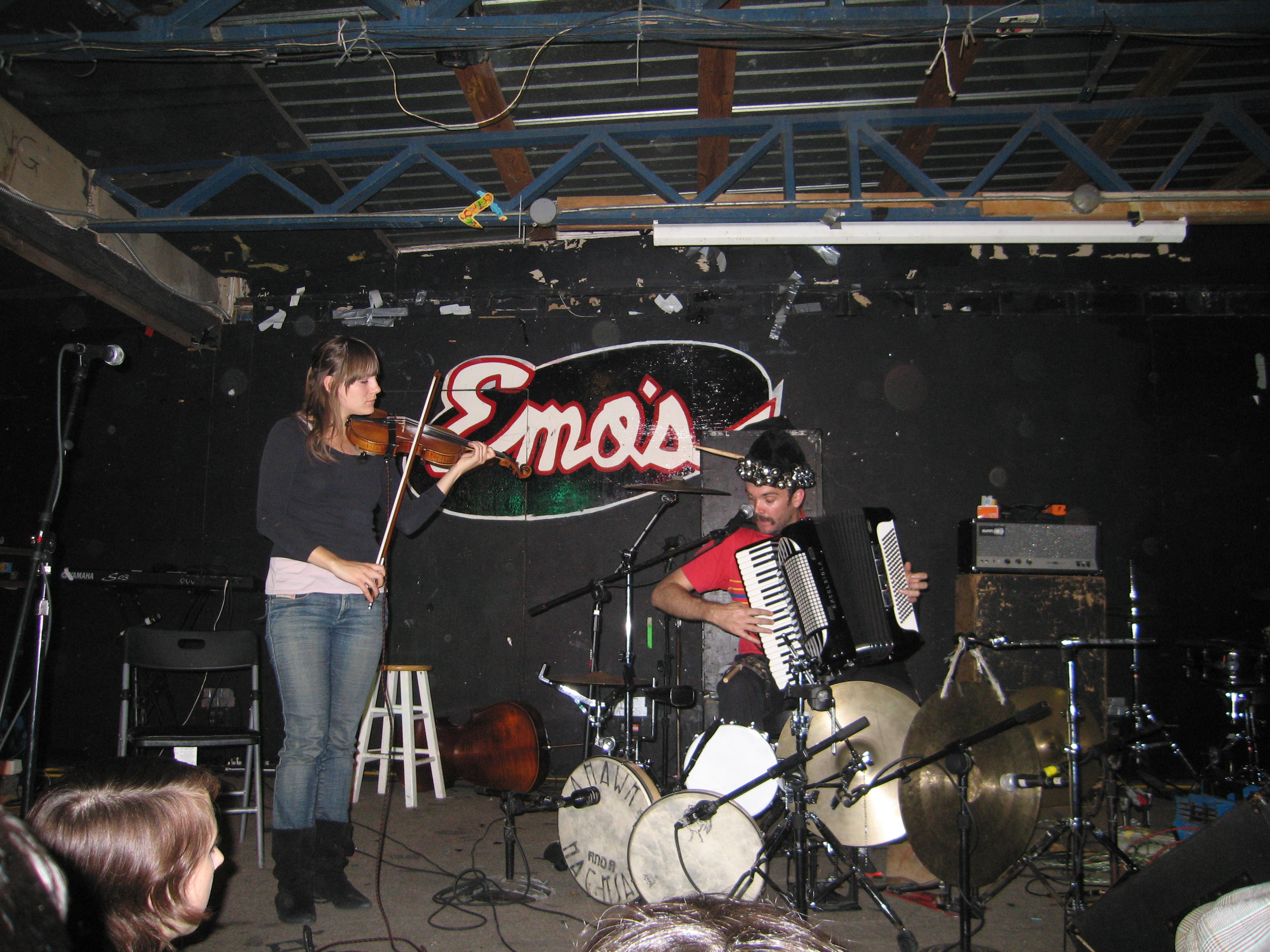
A Hawk and a Hacksaw em outubro de 2006.

A Hawk and a Hacksaw é uma banda de música instrumental dos EUA.